# Ian Simpson (architetto)

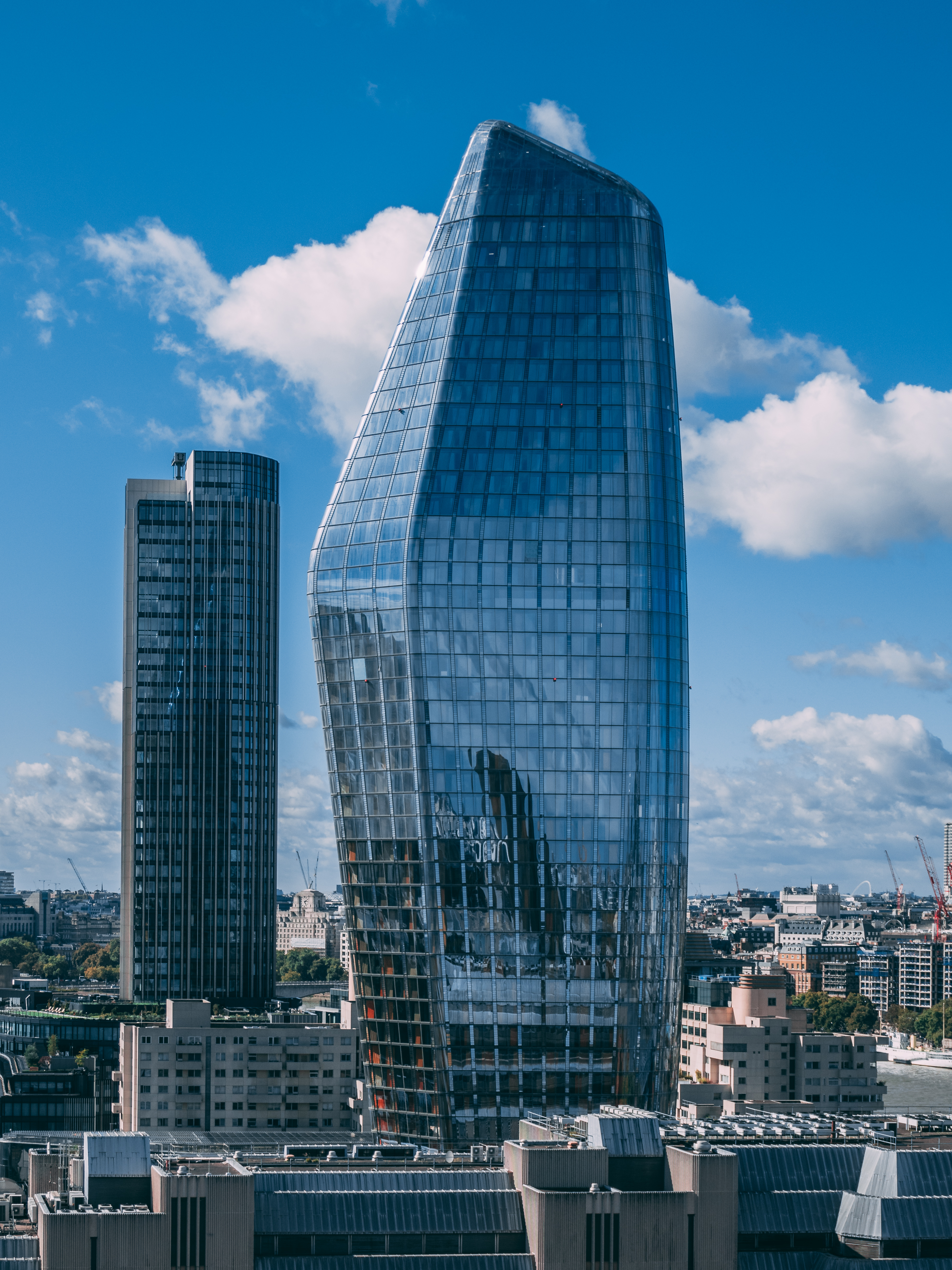
One Blackfriars, Londra

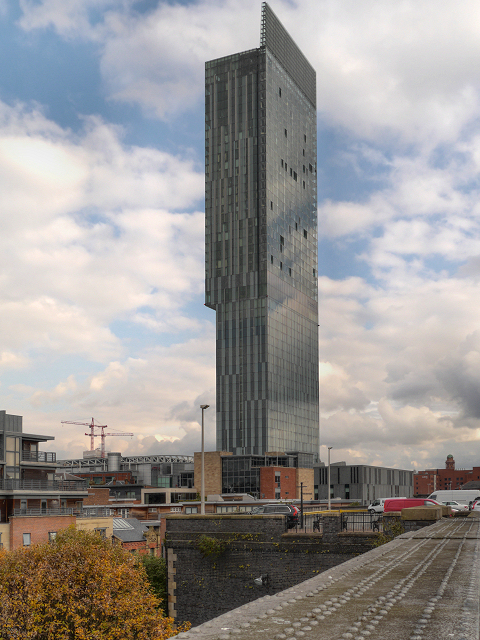
Beetham Tower, Manchester

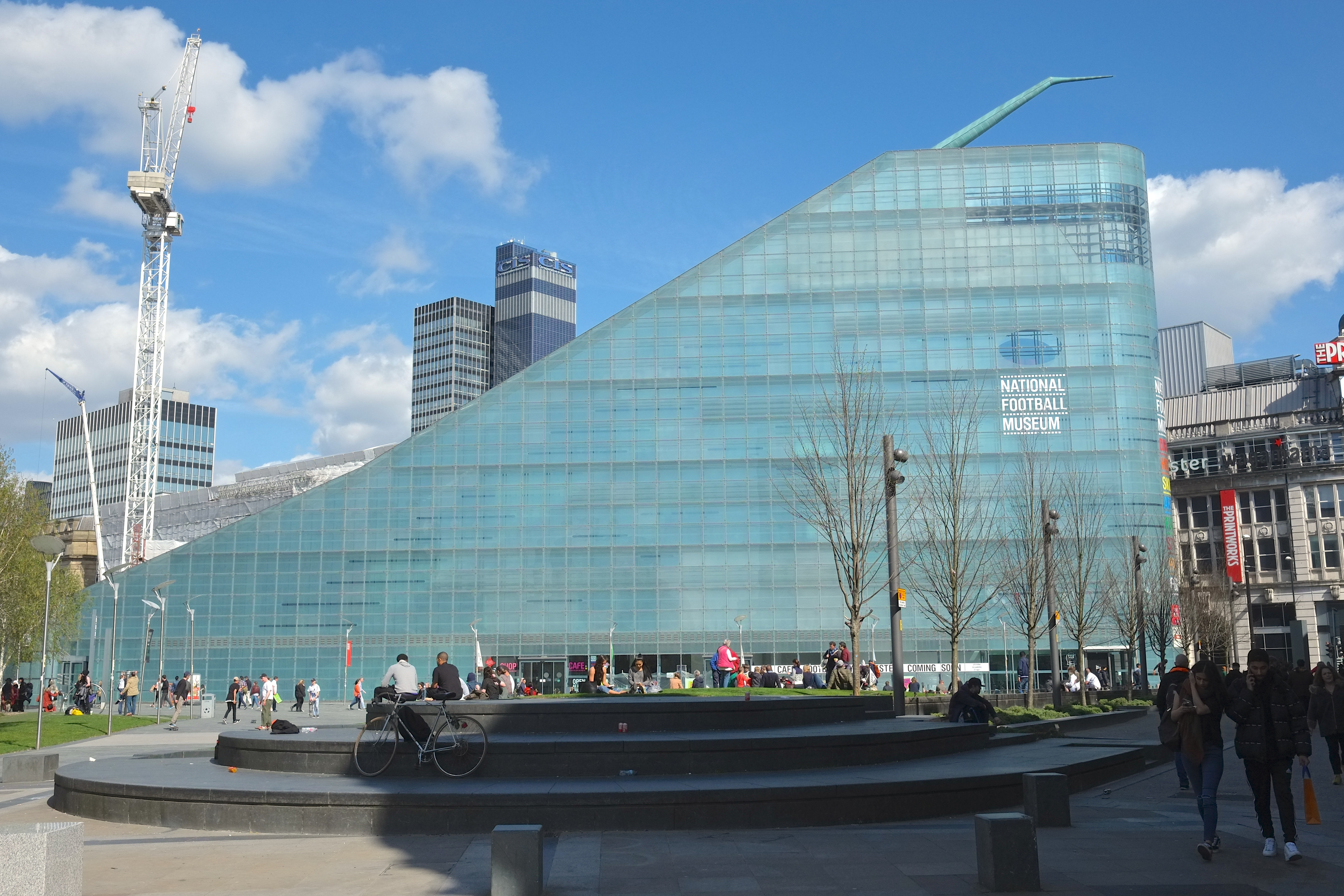
Urbis, Manchester

Ian Simpson (Heywood, 1955) è un architetto britannico e uno dei soci di SimpsonHaugh and Partners, fondata nel 1987 con Rachel Haugh.

## Biografia
Ian Simpson, nato e cresciuto a Heywood, vicino a Rochdale, è il maggiore di sei figli. Suo padre era un imprenditore di demolizioni. Da piccolo eccelleva nell'arte e nella lavorazione del legno a scuola e afferma di sapere che voleva diventare un architetto dall'età di 12 anni. Studiò architettura al Liverpool Polytechnic e dopo aver completato gli studi si trasferì a Londra entrando nelle studio Foster and Partners.
Dopo tre anni, fece ritorno a Manchester e fondò la Ian Simpson Architects con Rachel Haugh. Divenuto docente all'Università di Manchester, lo studio di architettura non gli diede profitti per quasi dieci anni.
Gli uffici principali dello studio sono a Castlefield, Manchester ed ha anche un ufficio a Londra, che lavora su diversi progetti nella capitale. Oltre che nel Regno Unito, Simpson sta costruendo una nuova sala da concerto ad Anversa.
Nel 2002 si è trasferito a vivere in un grande appartamento al N. 1 Deansgate, un nuovo edificio che ha progettato come parte della ricostruzione del centro città post-bombardamenti. Ora vive, con la sua compagna di lunga data Jo Farrell e il loro figlio, nell'attico in cima alla Beetham Tower. Ha progettato l'edificio (descritto come "il primo vero grattacielo del Regno Unito fuori Londra") e ha acquistato i due piani superiori (48° e 49°) prima dell'inizio della costruzione. È stato intervistato a casa sua da Daon Bruni per il settimanale on-line Fashion Art and Design Weekly nell'agosto 2013. L'appartamento comprende un uliveto: 30 alberi maturi sono stati issati con una gru prima che il tetto fosse completato. La visuale si estende a 56 km con tempo sereno.

## Inizi
I primi progetti li realizzò a Manchester, tra cui il teatro Green Room, un progetto di nove anni con il Manchester Museum e il lavoro su Ducie House e a Castlefield, dove ha sede il suo studio. Questi portarono Simpson all'attenzione di Sir Howard Bernstein e del consiglio comunale.
All'inizio degli anni 1990, il consiglio comunale incaricò un nuovo gruppo di esaminare i principi di progettazione urbana per la città e di produrre una guida per gli sviluppatori. Il gruppo fu convocato e guidato da Lesley Chalmers, amministratore delegato di Hulme Regeneration Ltd (una partnership di rigenerazione pubblica/privata di Manchester), in seguito alla sua "A Guide to Development", pubblicata nel 1994. Riunì una dozzina di professionisti dello sviluppo e della rigenerazione (e due accademici del settore) e organizzò una serie strutturata di visite in loco e incontri di discussione per redigere la "Guida allo sviluppo di Manchester" (pubblicata nel gennaio 2007). Ian Simpson era un membro del gruppo, così come Nick Johnson, che in seguito sarebbe diventato CEO di Urban Splash.
Nel 1996 quando scoppiò la bomba dell'IRA in centro città, il testo della Guida fu messo in concorso e approvato dal Consiglio, in attesa di pubblicazione formale. La Guida, adottata di lì a poco come Documento Programmatico Integrativo e Guida alla Pianificazione (DOCUP), è stata emessa nell'ambito del mandato del Consiglio per la produzione di un piano strategico per la ricostruzione del centro cittadino. Ian Simpson Architects entrò a far parte del team guidato da EDAW, scelto dopo un concorso pubblico. La conoscenza locale di Ian e la sua strategia per cogliere l'opportunità di espandere il centro della città hanno costituito il fulcro delle proposte.
Nel 2013 ha assunto Nick Johnson, ex vice CEO di Urban Splash, in un ruolo non esecutivo per aiutare a esplorare la direzione futura.
Simpson ha anche coinvolto l'esperto architetto di Manchester Roger Stephenson, il cui studio è andato in amministrazione, aiutandolo a creare un nuovo studio che si concentrerà su progetti di diversa scala e tipo rispetto al lavoro di Simpson e Haugh.

## Cariche
- Docente alla Manchester School of Architecture 1987-1994
- Esaminatore esterno per la London South Bank University e la Newcastle University
- Vicepresidente (architettura) per la Liverpool John Moores University Design Academy.
- Membro del consiglio di amministrazione di Oldham e Rochdale Housing Market Renewal (HMR) Pathfinder.
- Fellow della RSA, The Royal Society for the incoraggiation of Arts, Manufactures and Commerce